# Тригодон
Тригодон (лат. Trigodon gaudryi) — вид вымерших млекопитающих семейства токсодоновых, единственный в роде Trigodon. Населял Южную Америку 11,6—4,0 млн лет назад. Описан Флорентино Амегино в 1887 году.
Длина тела составляла более 3 м, высота в холке — около 1,8 м, вес — около 2500 кг. По внешнему виду и телосложению походил на современных носорогов. Фронтальная выпуклость на лбу придавила ему сходство с эласмотерием, судя по которой, у тригодона был небольшой рог.
Ископаемые остатки были обнаружены в Бразилии на восточном склоне Анд.